# Монголски скочимиш
Монголски скочимиш или монголски гербил (лат. Meriones unguiculatus) врста је глодара из породице мишева (Muridae) и потпородице гербила (Gerbillinae). 

## Распрострањење
Врста има станиште у Кини, Монголији и Русији.

## Станиште
Монголски гербил има станиште на копну.

## Угроженост
Ова врста није угрожена, и наведена је као последња брига јер има широко распрострањење.

### Популациони тренд
Популациони тренд је за ову врсту непознат.